# Ischnochiton hartmeyeri
Ischnochiton hartmeyeri är en blötdjursart som beskrevs av Thiele 1910. Ischnochiton hartmeyeri ingår i släktet Ischnochiton och familjen Ischnochitonidae. Inga underarter finns listade i Catalogue of Life.